# Coll d'en Guilla de Dalt
El Coll d'en Guilla de Dalt és una collada situada a 1.670,7 metres d'altitud del límit dels termes comunals de Fontpedrosa i Planès, tots dos de la comarca del Conflent, a la Catalunya del Nord. És al nord-est del terme comunal, a la zona de Brullà, en el vessant sud-est del Serrat del Coll d'en Guilla, al sud-est, també, del Coll d'en Guilla de Baix.